# An Young-Su
An Young-Su (Seul, 20 de fevereiro de 1964) é ex-boxeador da Coreia do Sul. Obteve a medalha de prata nos Jogos Olímpicos de Verão de 1984 na categoria meio médio.